# Asplenium dielmannii
Asplenium dielmannii är en svartbräkenväxtart som beskrevs av Ronald Louis Leo Viane.
Asplenium dielmannii ingår i släktet Asplenium och familjen Aspleniaceae. Inga underarter finns listade i Catalogue of Life.